# Tour della nazionale maschile di rugby a 15 del Sudafrica 1912-1913
Il Tour della Nazionale di rugby a 15 del Sudafrica 1912-1913 fu una serie di incontri di rugby a 15 disputati dalla nazionale sudafricana in tour in Gran Bretagna e Francia. Fu un tour trionfale per i sudafricani, che batterono tutte le nazionali britanniche (Inghilterra, Scozia,Irlanda,Galles), conquistando quindi il Grande Slam, oltre la Francia.
Il tour vide anche il disputarsi di molti incontri con club, selezioni ad inviti e contee. Fu il secondo tour sudafricano nell'emisfero nord dopo quello del 1906-1907.
Il capitano per il tour fu William Millar, malgrado fosse stato l'ultimo ad essere stato selezionato, e malgrado non fosse originariamente preferito dai selezionatori, ma fu imposto dal South African Rugby Board.
Questo perché Millar aveva già fatto parte della squadra del tour del 1906, ma non era altrettanto popolare tra i colleghi e il pubblico del capitano di quel tour, Paul Roos.
Gli altri due reduci del tour precedente erano il vicecapitano Fred 'Uncle' Dobbin e Doug Morkel. Facevano parte del team anche due famiglie di fratelli: Richard, Freddie e John Luyt e Gerhard and Jacky Morkel.

## Il team
- Manager: Max Honnet
- Capitano: William Millar
- Vice-capitano:  Frederick Dobbin

### Estremi
- J.J. Meintjies (Griqualand West)
- Gerhard Morkel (Western Province)

### Tre-quarti
- Otto van der Hoff (Transvaal)
- William Krige (Western Province)
- Richard Luyt  (Western Province)
- E.E. McHardy (Orange Free State)
- Wally Mills (Western Province)
- Jacky Morkel (Western Province)
- Johan Stegmann (Transvaal)
- G.M. Wrentmore (Western Province)

### Mediani
- Uncle Dobbin (Griqualand West)
- J.H. Immelman (Western Province)
- Freddie Luyt (Western Province)
- J.D. McCulloch (Griqualand West)

### Forwards
- J.S. Braine (Griqualand West)
- S.N. Cronje (Transvaal)
- E.T. Delaney (Griqualand West)
- J.A.J. Francis (Transvaal)
- A.S. Knight (Transvaal)
- Sep Ledger (Griqualand West)
- L.H. Louw (Western Province)
- John Luyt (Eastern Province)
- William Millar (Western Province)
- Dougie Morkel (Transvaal)
- W.H. Morkel (Western Province)
- E.H. Shum (Transvaal)
- Tommy Thompson (Western Province)
- T.F. van Vuuren  (Eastern Province)

## Risultati

### Itest match
| Arbitro: | F. Potter-Irwin |

|  |    |                                  |
|  | mt | McHardy, W. Morkel, Stegmann (2) |
|  | tr | D. Morkel, P. Morkel             |

| Arbitro: | T.J. Tulloch |

|  |    |                                                          |
|  | mt | Francis, McHardy (3), Millar J. Morkel (2), Stegmann (3) |
|  | tr | F. Luyt, P. Morkel (3)                                   |

| Arbitro: | F. Potter-Irwin |

|  |      |           |
|  | c.p. | D. Morkel |

| Arbitro: | T.J. Tulloch |

|         |      |               |
| Poulton | mt   | J. Morkel     |
|         | c.p. | D. Morkel (2) |

| Arbitro: | T. Williams |

|         |      |                                                                           |
| Bruneau | mt   | Francis, Ledger, R. Luyt, McHardy (2) D. Morkel (2), J. Morkel, W. Morkel |
| André   | tr   | D. Morkel (2), J. Morkel (2)                                              |
|         | c.p. | D. Morkel                                                                 |

### Gli altri incontri
| Bath 3 ottobre 1912 | Somerset | 3 – 24 | Sudafrica XV |  |

| Exeter 5 ottobre 1912 | Devon | 0 – 8 | Sudafrica XV |  |

| Redruth 10 ottobre 1912 | Cornovaglia | 6 – 15 | Sudafrica XV |  |

| Arbitro: | T.D. Schofield |

|  |    |                               |
|  | mt | Mills (2), F. Luyt, v. Vuuren |
|  | tr | Wrentmore (2)                 |

| Arbitro: | A.O. Jones |

|          |      |                                                 |
| B. Lewis | mt   | Stegmann (4), Mills D. Luyt, F. Luyt. v. Vuuren |
|          | tr   | F. Luyt                                         |
|          | c.p. | D. Morkel                                       |
|          | drop | D. Luyt                                         |

| Arbitro: | Gil Evans |

|          |      |                      |
| J. Evans | mt   | v.d. Hoff, J. Morkel |
|          | tr   | J. Morkel            |
| Hiams    | drop |                      |

| Arbitro: | F.C. Potter-Irwin |

|      |      |           |
| Birt | mt   | D. Morkel |
| Birt | tr   |           |
| Birt | drop |           |

| Londra 26 ottobre 1912 | London XV | 8 – 12 | Sudafrica XV | Rectory Field, Blackheat |

| Portsmouth 30 ottobre 1912 | United Services | 16 – 18 | Sudafrica XV |  |

| Northampton 2 novembre 1912 | Midlands Orientali | 3 – 14 | Sudafrica XV |  |

| Oxford 6 novembre 1912 | Università di Oxford | 0 – 6 | Sudafrica XV |  |

| Leicester 9 novembre 1912 | Midland Counties | 3 – 25 | Sudafrica XV |  |

| Cambridge 14 novembre 1912 | Università di Cambridge | 0 – 24 | Sudafrica XV |  |

| Londra 16 novembre 1912 | Londra XV | 10 – 8 | Sudafrica XV | Rectory Field, Blackheat |

| Newcastle upon Tyne 20 novembre 1912 | North of England | 0 – 17 | Sudafrica XV |  |

| Glasgow 27 novembre 1912 | West of Scotland | 3 – 38 | Sudafrica XV |  |

| Belfast 4 dicembre 1912 | Ulster | 0 – 19 | Sudafrica XV |  |

| Birkenhead 7 dicembre 1912 | North of England | 9 – 21 | Sudafrica XV |  |

| Arbitro: | R.G. Smith |

|          |    |                      |
| Richards | mt | v.d. Hoff, W. Morkel |
|          | tr | D. Morkel            |

| Arbitro: | J.H. Miles |

|         |      |           |
| Spiller | mt   |           |
| Rogers  | c.p. | D. Morkel |
|         | drop | J. Morkel |

| Arbitro: | James Greenlees |

|        |    |  |
| Thomas | mt |  |

| Bristol 28 dicembre 1912 | Gloucestershire | 0 – 11 | Sudafrica XV |  |